# Thierry Kübler
Pour les articles homonymes, voir Kübler.
Thierry Kübler est un journaliste et réalisateur français de télévision né en 1961.

## Biographie
Né en 1961 à Sedan dans les Ardennes , il obtient un DEA de philosophie à l'université Paris 1 dans le séminaire dirigé par Olivier Revault d'Allonnes. Il s’oriente vers le journalisme collaborant notamment avec Libération, L'Autre Journal ou Télérama. En 1989, il fonde L'Image vidéo, un bimestriel de réflexion autour de l’image auquel contribuent régulièrement des auteurs tels que Michel Chion ou Gérard Leblanc. L’expérience dure deux ans et il collabore ensuite aux magazines Historia et La Recherche. Dans le même temps, il rédige des critiques de disques et des interviews de chanteurs pour divers titres de la presse spécialisée.

## Créations et publications
Rédacteur de mises à jour pour l’Encyclopædia Universalis, il est l’auteur avec Emmanuel Lemieux de Cognacq-Jay 1940 : La Télévision française sous l'Occupation (éditions Plume / Calmann-Lévy, 1990). 
Par la suite, il rejoint le Laboratoire d'utopie culturelle et sociale (LUCS) créé par Alain Berestetsky et la Fondation 93, le Centre de culture scientifique et technique d’Île-de-France. Là, il édite des monographies sur divers sujets de société en rassemblant des auteurs emblématiques (tels que Philippe Meirieu sur l’éducation, François Bon ou Isabelle Stengers sur la banlieue, Laurence Nobécourt sur l’art et la science). En parallèle, toujours avec la Fondation 93, il anime des ateliers d’écriture journalistiques en Seine-Saint-Denis qui amènent des collégiens et lycéens à rédiger des suppléments pour des journaux tels que Libération, Le Monde de l'éducation, L'Équipe, Télérama, Historia. Il réalise également des documentaires, comme celui sur les adolescents de Seine-Saint-Denis (toujours avec la Fondation 93) intitulé Ma parole !, ou encore, une décennie plus tard, Il était une ville…, sur l'évolution de sa ville natale, Sedan.

## Filmographie

### Documentaires
- 1993 : Chili, la mémoire et l’oubli
- 1994 : La lecture buissonnière
- 1994 : Lettres d'Illettrie
- 1995 : Avoue Cognacq-Jay
- 1996 : Voleurs d'enfance
- 1996 : Tous adeptes ?
- 1997 : Avoue Cognacq-Jay
- 2003 : Hello Ferré
- 2005 : Franz Bartelt, un balcon à Nouzon
- 2006 : Ma parole !
- 2007 : Option : solidarité !
- 2007 : Ismael Kachtihi
- 2008 : Gauche / Droite, d’un côté ou de l’autre
- 2009 : À contre-voie : Philippe Meirieu, pédagogue
- 2010 : L’envers du tableau noir
- 2012 : Par là, c'est pas comme ici
- 2013 : Hôpital : Attention, fragile !
- 2014 : 14-18, la guerre en chansons
- 2016 : Couples : quitte ou double ?
- 2017 : Il était une ville…
- 2019 : Noces métisses, amours contrôlées
- 2020 : Claude Ponti, un art de l'enfance
- 2020 : Zad, une vie à défendre
- 2021 : Larzac, les champs du possible
- 2022 : C'est pas parce qu'on est pauvre qu'il faut mal manger

### Séries et magazines
En 2000, il conçoit avec le pédagogue Philippe Meirieu une série de 26 épisodes de treize minutes pour FR5 présentant les grands pédagogues . Il conçoit le pilote de la série et en réalise huit épisodes. Pour les élections présidentielles de 2012, il met au point une nouvelle formule du Bondy Blog Café (diffusé sur LCP et France O) dans laquelle des blogueurs du Bondy Blog reçoivent, dans des épisodes de 52’, les candidats à la présidentielle dans un bar de Bondy. Il assure le pilote de la série et les épisodes avec François Hollande, Jean-Luc Mélenchon, et Eva Joly. En 2016, il élabore pour Zadig presse Bondy blog Inside, voyage en politique, une série de quatre épisodes où des blogueurs du Bondy Blog suivent différentes personnalités politiques au quotidien. En 2018, il assure la direction d’une collection de documentaires de FR3 autour du thème de l’immigration qui sont diffusés durant le premier trimestre 2019.  

## Accueil critique
Ses films documentaires rencontrent un accueil favorable de la critique qui met principalement en avant l’émotion et la réflexion qu’ils suscitent. Ainsi, pour Alain Constant, dans Le Monde daté du 3 juillet 2017, Il était une ville « prend aux tripes » et « dresse un portrait tout en nuances d’une ville durement frappée par la crise ». Antoine Perraud, dans l’édition du 22 septembre 2014 de Mediapart juge que 14-18, la guerre en chansons «rend intelligent à propos d'une source colossale d'abrutissement ». Les portraits filmés, eux, sont également reçus généralement avec chaleur, à l’image de Hello Ferré, un film « engagé et enragé », écrit Pascal Paillardet le 7 mai 1998 dans l'hebdomadaire La Vie no 2749, qui « privilégie le rappel à la rébellion au panégyrique affecté ». Pour Virginie Graveaud dans le quotidien L’Humanité du 11 juillet 2003), « ce documentaire est unique en son genre. Il porte un regard intimiste sur la philosophie de l’artiste».